# 达恩·尤加
达恩·尤加（羅馬尼亞語：Dan Iuga，1945年11月13日—），罗马尼亚男子射击运动员。他曾代表罗马尼亚参加1972年、1976年和1980年夏季奥林匹克运动会射击比赛，其中1972年奥运会获得一枚银牌。